# Oh Hye-ri
Oh Hye-ri (koreanisch 오혜리; * 30. April 1988) ist eine südkoreanische Taekwondoin und Olympiasiegerin. Sie startet in der Gewichtsklasse bis 67 Kilogramm.

## Karriere
Oh bestritt ihre ersten internationalen Titelkämpfe bei der Universiade 2009 in Belgrad, bei der sie Silber gewann. Im Jahr darauf wurde sie in Astana in der Klasse über 73 Kilogramm Asienmeisterin. Bei der Weltmeisterschaft in Gyeongju besiegte sie 2011 in der Klasse bis 73 Kilogramm nach drei Auftakterfolgen im Halbfinale Milica Mandić, ehe sie im Finale Gwladys Épangue unterlag. Vier Jahre später wurde sie in Tscheljabinsk in derselben Klasse nach einem Finalsieg gegen Zheng Shuyin Weltmeisterin.
2016 wurde Oh bei den Olympischen Spielen in Rio de Janeiro in der Klasse bis 67 Kilogramm Olympiasiegerin. Nach Siegen gegen Melissa Pagnotta, Chuang Chia-chia und Fəridə Əzizova gewann sie im Finale knapp mit 13:12 gegen Haby Niaré.